# Liga Europa da UEFA de 2018–19 – Fase Final
A Fase Final da Liga Europa da UEFA de 2018–19 será disputada entre 14 de fevereiro de 2019 e 29 de maio de 2019, dia da final que será disputada no Estádio Olímpico de Baku, em Baku, Azerbaijão. Um total de 32 equipes participam nesta fase.

## Calendário
| Fase       | Rodada           | Data do sorteio         | Partida de ida                                                       | Partida de volta                                                     |
| ---------- | ---------------- | ----------------------- | -------------------------------------------------------------------- | -------------------------------------------------------------------- |
| Fase Final | Dezesseis Avos   | 17 de Dezembro de 2018  | 14 de Fevereiro de 2019                                              | 21 de Fevereiro de 2019                                              |
| Fase Final | Oitavas de Final | 22 de Fevereiro de 2019 | 07 de Março de 2019                                                  | 14 de Março de 2019                                                  |
| Fase Final | Quartas de Final | 15 de Março de 2019     | 11 de Abril de 2019                                                  | 18 de Abril de 2019                                                  |
| Fase Final | Semifinais       | 15 de Março de 2019     | 02 de Maio de 2019                                                   | 09 de Maio de 2019                                                   |
| Fase Final | Final            | 15 de Março de 2019     | 29 de Maio de 2019 no Estádio Olímpico de Baku, em Baku, Azerbaijão. | 29 de Maio de 2019 no Estádio Olímpico de Baku, em Baku, Azerbaijão. |

## Equipes classificadas
| Chave de cores                                   |
| ------------------------------------------------ |
| Cabeças de chave para a fase de 16-avos de final |
| Não cabeças de chave a fase de 16-avos de final  |

#### Fase de grupos da Liga Europa
| Grupo | Líderes de grupo    | Vice-líderes de grupo |
| ----- | ------------------- | --------------------- |
| A     | Bayer Leverkusen    | Zürich                |
| B     | Red Bull Salzburg   | Celtic                |
| C     | Zenit               | Slavia Praha          |
| D     | Dínamo Zagreb       | Fenerbahçe            |
| E     | Arsenal             | Sporting              |
| F     | Betis               | Olympiacos            |
| G     | Villarreal          | Rapid Viena           |
| H     | Eintracht Frankfurt | Lazio                 |
| I     | Genk                | Malmö                 |
| J     | Sevilla             | Krasnodar             |
| K     | Dínamo de Kiev      | Rennes                |
| L     | Chelsea             | BATE Borisov          |

#### Fase de grupos da Liga dos Campeões
| Grupo | Equipa           | Pts | J | V | E | D | GM | GS | DG |
| ----- | ---------------- | --- | - | - | - | - | -- | -- | -- |
| C     | Napoli           | 9   | 6 | 2 | 3 | 1 | 7  | 5  | +2 |
| H     | Valencia         | 8   | 6 | 2 | 2 | 2 | 6  | 6  | 0  |
| B     | Internazionale   | 8   | 6 | 2 | 2 | 2 | 6  | 7  | -1 |
| E     | Benfica          | 7   | 6 | 2 | 1 | 3 | 6  | 11 | -5 |
| G     | Viktoria Plzeň   | 7   | 6 | 2 | 1 | 3 | 7  | 16 | -9 |
| A     | Brugge           | 6   | 6 | 1 | 3 | 2 | 6  | 5  | +1 |
| F     | Shakhtar Donetsk | 6   | 6 | 1 | 3 | 2 | 8  | 16 | -8 |
| D     | Galatasaray      | 4   | 6 | 1 | 1 | 4 | 5  | 8  | -3 |

## Fase de 16-avos
O sorteio ocorrerá em 17 de dezembro de 2018. As partidas de ida foram realizadas no dia 14 de fevereiro e as partidas de volta foram realizadas em 21 de Fevereiro de 2019.
| Equipe 1         | Total    | Equipe 2            | 1.º jogo | 2.º jogo |
| ---------------- | -------- | ------------------- | -------- | -------- |
| Viktoria Plzeň   | 2–4      | Dínamo Zagreb       | 2–1      | 0–3      |
| Brugge           | 2–5      | Red Bull Salzburg   | 2–1      | 0–4      |
| Rapid Viena      | 0–5      | Internazionale      | 0–1      | 0–4      |
| Slavia Praha     | 4–1      | Genk                | 0–0      | 4–1      |
| Krasnodar        | 1–1 (gf) | Bayer Leverkusen    | 0–0      | 1–1      |
| Zürich           | 1–5      | Napoli              | 1–3      | 0–2      |
| Malmö            | 1–5      | Chelsea             | 1–2      | 0–3      |
| Shakhtar Donetsk | 3–6      | Eintracht Frankfurt | 2–2      | 1–4      |
| Celtic           | 0–3      | Valencia            | 0–2      | 0–1      |
| Rennes           | 6–4      | Betis               | 3–3      | 3–1      |
| Olympiacos       | 2–3      | Dínamo de Kiev      | 2–2      | 0–1      |
| Lazio            | 0–3      | Sevilla             | 0–1      | 0–2      |
| Fenerbahçe       | 2–3      | Zenit               | 1–0      | 1–3      |
| Sporting         | 1–2      | Villarreal          | 0–1      | 1–1      |
| BATE Borisov     | 1–3      | Arsenal             | 1–0      | 0–3      |
| Galatasaray      | 1–2      | Benfica             | 1–2      | 0–0      |

### Partidas de ida
Todas as partidas seguem no fuso horário (UTC+1)
| 14 de fevereiro de 2019 | Viktoria Plzeň   | 2 – 1     | Dínamo Zagreb | Doosan Arena, Plzeň                          |
| 21:00                   | Pernica 54', 83' | Relatório | Olmo 41'      | Público: 9 731 Árbitro: NED Serdar Gözübüyük |

| 14 de fevereiro de 2019 | Brugge                   | 2 – 1     | Red Bull Salzburg | Estádio Jan Breydel, Bruges                 |
| 21:00                   | Denswil 64' · Wesley 81' | Relatório | Junuzović 17'     | Público: 16 457 Árbitro: BUL Georgi Kabakov |

| 14 de fevereiro de 2019 | Rapid Viena | 0 – 1     | Internazionale     | Allianz Stadion, Viena                      |
| 18:55                   |             | Relatório | Martínez 39' (pen) | Público: 23 850 Árbitro: GER Tobias Stieler |

| 14 de fevereiro de 2019 | Slavia Praha | 0 – 0     | Genk | Eden Arena, Praga                             |
| 18:55                   |              | Relatório |      | Público: 18 125 Árbitro: LVA Andris Treimanis |

| 14 de fevereiro de 2019 | Krasnodar | 0 – 0     | Bayer Leverkusen | Krasnodar Stadium, Krasnodar              |
| 18:55                   |           | Relatório |                  | Público: 34 827 Árbitro: ITA Davide Massa |

| 14 de fevereiro de 2019 | Zürich            | 1 – 3     | Napoli                                     | Estádio Letzigrund, Zurique                |
| 21:00                   | Kololli 83' (pen) | Relatório | Insigne 12' · Callejón 21' · Zieliński 77' | Público: 24 000 Árbitro: SRB Milorad Mažić |

| 14 de fevereiro de 2019 | Malmö            | 1 – 2     | Chelsea                  | Stadion, Malmö                                |
| 21:00                   | Christiansen 80' | Relatório | Barkley 30' · Giroud 58' | Público: 20 312 Árbitro: BLR Aleksei Kulbakov |

| 14 de fevereiro de 2019 | Shakhtar Donetsk              | 2 – 2     | Eintracht Frankfurt         | Estádio Metalist, Carcóvia                  |
| 21:00                   | Marlos 10' (pen) · Taison 67' | Relatório | Hinteregger 7' · Kostić 50' | Público: 13 059 Árbitro: ENG Anthony Taylor |

| 14 de fevereiro de 2019 | Celtic | 0 – 2     | Valencia                          | Celtic Park, Glasgow                        |
| 21:00                   |        | Relatório | Cheryshev 42' · Rubén Sobrino 49' | Público: 57 430 Árbitro: ROU Ovidiu Haţegan |

| 14 de fevereiro de 2019 | Rennes                                            | 3 – 3     | Betis                                  | Roazhon Park, Rennes                            |
| 18:55                   | Hunou 2' · Javi García 10' · Ben Arfa 45+3' (pen) | Relatório | Lo Celso 32' · Sidnei 62' · Laínez 90' | Público: 28 656 Árbitro: GRE Tasos Sidiropoulos |

| 14 de fevereiro de 2019 | Olympiacos               | 2 – 2     | Dínamo de Kiev             | Estádio Karaiskákis, Pireu                |
| 18:55                   | Hassan 9' · Gil Dias 40' | Relatório | Buyalskyi 27' · Verbič 89' | Público: 31 020 Árbitro: ENG Craig Pawson |

| 14 de fevereiro de 2019 | Lazio | 0 – 1     | Sevilla        | Estádio Olímpico de Roma, Roma             |
| 18:55                   |       | Relatório | Ben Yedder 22' | Público: 19 766 Árbitro: SVN Slavko Vinčić |

| 12 de fevereiro de 2019 | Fenerbahçe  | 1 – 0     | Zenit | Estádio Şükrü Saraçoğlu, Istambul         |
| 18:55                   | Slimani 21' | Relatório |       | Público: 36 572 Árbitro: FRA Ruddy Buquet |

| 14 de fevereiro de 2019 | Sporting | 0 – 1     | Villarreal | Estádio José Alvalade, Lisboa               |
| 21:00                   |          | Relatório | Pedraza 3' | Público: 27 134 Árbitro: FRA Clément Turpin |

| 14 de fevereiro de 2019 | BATE Borisov | 1 – 0     | Arsenal | Borisov Arena, Borisov                        |
| 18:55                   | Drahun 45'   | Relatório |         | Público: 12 527 Árbitro: SRB Srdjan Jovanović |

| 14 de fevereiro de 2019 | Galatasaray   | 1 – 2     | Benfica                          | Türk Telekom Arena, Istambul                   |
| 18:55                   | Luyindama 54' | Relatório | Salvio 27' (pen) · Seferović 64' | Público: 42 722 Árbitro: ESP Jesús Gil Manzano |

### Partidas de volta
Todas as partidas seguem no fuso horário (UTC+1)
| 21 de fevereiro de 2019 | Dínamo Zagreb                          | 3 – 0     | Viktoria Plzeň | Estádio Maksimir, Zagreb                   |
| 18:55                   | Oršić 15' · Dilaver 34' · Petković 73' | Relatório |                | Público: 25 860 Árbitro: ROU István Kovács |

| 21 de fevereiro de 2019 | Red Bull Salzburg                           | 4 – 0     | Brugge | Red Bull Arena, Salzburgo                   |
| 18:55                   | Schlager 17' · Daka 29', 43' · Dabbur 90+4' | Relatório |        | Público: 24 717 Árbitro: GER Daniel Siebert |

| 21 de fevereiro de 2019 | Internazionale                                          | 4 – 0     | Rapid Viena | Estádio Giuseppe Meazza, Milão          |
| 21:00                   | Vecino 11' · Ranocchia 18' · Perišić 80' · Politano 87' | Relatório |             | Público: 32 158 Árbitro: POR Artur Dias |

| 21 de fevereiro de 2019 | Genk         | 1 – 4     | Slavia Praha                             | Luminus Arena, Genk                       |
| 21:00                   | Trossard 10' | Relatório | Coufal 23' · Traoré 54' · Škoda 64', 69' | Público: 13 688 Árbitro: SCO Bobby Madden |

| 21 de fevereiro de 2019 | Bayer Leverkusen | 1 – 1     | Krasnodar      | BayArena, Leverkusen                           |
| 21:00                   | Aránguiz 87'     | Relatório | Suleymanov 84' | Público: 16 084 Árbitro: LTU Gediminas Mažeika |

| 21 de fevereiro de 2019 | Napoli                | 2 – 0     | Zürich | Estádio San Paolo, Nápoles                      |
| 18:55                   | Verdi 43' · Ounas 75' | Relatório |        | Público: 17 579 Árbitro: GRE Tasos Sidiropoulos |

| 21 de fevereiro de 2019 | Chelsea                                    | 3 – 0     | Malmö | Stamford Bridge, Londres                   |
| 21:00                   | Giroud 55' · Barkley 74' · Hudson-Odoi 84' | Relatório |       | Público: 39 813 Árbitro: ISR Orel Grinfeld |

| 21 de fevereiro de 2019 | Eintracht Frankfurt                           | 4 – 1     | Shakhtar Donetsk  | Waldstadion, Frankfurt                           |
| 18:55                   | Jović 23' · Haller 27' (pen), 80' · Rebić 88' | Relatório | Júnior Moraes 64' | Público: 47 000 Árbitro: ESP Antonio Mateu Lahoz |

| 21 de fevereiro de 2019 | Valencia    | 1 – 0     | Celtic | Estádio de Mestalla, Valência              |
| 18:55                   | Gameiro 70' | Relatório |        | Público: 36 619 Árbitro: GER Deniz Aytekin |

| 21 de fevereiro de 2019 | Betis        | 1 – 3     | Rennes                                   | Estádio Benito Villamarín, Sevilha         |
| 21:00                   | Lo Celso 41' | Relatório | Bensebaini 22' · Hunou 30' · Niang 90+4' | Público: 44 316 Árbitro: HUN Viktor Kassai |

| 21 de fevereiro de 2019 | Dínamo de Kiev | 1 – 0     | Olympiacos | Estádio Olímpico de Kiev, Kiev             |
| 21:00                   | Sol 32'        | Relatório |            | Público: 48 902 Árbitro: SVK Ivan Kružliak |

| 20 de fevereiro de 2019 | Sevilla                      | 2 – 0     | Lazio | Estádio Ramón Sánchez Pizjuán, Sevilha      |
| 18:00                   | Ben Yedder 20' · Sarabia 78' | Relatório |       | Público: 34 521 Árbitro: ENG Anthony Taylor |

| 21 de fevereiro de 2019 | Zenit                        | 3 – 1     | Fenerbahçe | Estádio Krestovsky, São Petersburgo         |
| 18:55                   | Ozdoyev 4' · Azmoun 37', 76' | Relatório | Topal 43'  | Público: 50 448 Árbitro: ENG Michael Oliver |

| 21 de fevereiro de 2019 | Villarreal  | 1 – 1     | Sporting              | Estádio de La Cerámica, Villarreal          |
| 18:55                   | Fornals 80' | Relatório | Bruno Fernandes 45+1' | Público: 14 098 Árbitro: CZE Pavel Královec |

| 21 de fevereiro de 2019 | Arsenal                                | 3 – 0     | BATE Borisov | Emirates Stadium, Londres                             |
| 18:55                   | Volkov 4' · Mustafi 39' · Sokratis 60' | Relatório |              | Público: 58 812 Árbitro: ESP Alberto Undiano Mallenco |

| 21 de fevereiro de 2019 | Benfica | 0 – 0     | Galatasaray | Estádio da Luz, Lisboa                      |
| 21:00                   |         | Relatório |             | Público: 49 545 Árbitro: ROU Ovidiu Haţegan |

## Oitavas-de-final
O sorteio dessa fase foi realizado no dia 22 de fevereiro. As partidas de ida serão disputadas no dia 7 de março e as partidas de volta serão disputadas no dia 14 de março.
| Equipe 1            | Total | Equipe 2          | 1.º jogo | 2.º jogo  |
| ------------------- | ----- | ----------------- | -------- | --------- |
| Chelsea             | 8–0   | Dínamo de Kiev    | 3–0      | 5–0       |
| Eintracht Frankfurt | 1–0   | Internazionale    | 0–0      | 1–0       |
| Dínamo Zagreb       | 1–3   | Benfica           | 1–0      | 0–3 (pro) |
| Napoli              | 4–3   | Red Bull Salzburg | 3–0      | 1–3       |
| Valencia            | 3–2   | Krasnodar         | 2–1      | 1–1       |
| Sevilla             | 5–6   | Slavia Praha      | 2–2      | 3–4 (pro) |
| Rennes              | 3–4   | Arsenal           | 3–1      | 0–3       |
| Zenit               | 2–5   | Villarreal        | 1–3      | 1–2       |

Todas as partidas seguem no fuso horário (UTC+1)

### Partidas de ida
| 07 de março de 2019 | Chelsea                                   | 3 – 0     | Dínamo de Kiev | Stamford Bridge, Londres               |
| 21:00               | Pedro 17' · Willian 65' · Hudson-Odoi 90' | Relatório |                | Público: 37 280 Árbitro: Slavko Vinčić |

| 07 de março de 2019 | Eintracht Frankfurt | 0 – 0     | Internazionale | Waldstadion, Frankfurt                  |
| 18:55               |                     | Relatório |                | Público: 48 000 Árbitro: William Collum |

| 07 de março de 2019 | Dínamo Zagreb            | 1 – 0     | Benfica | Estádio Maksimir, Zagreb                |
| 18:55               | Bruno Petkovic 38' (pen) | Relatório |         | Público: 29 704 Árbitro: Michael Oliver |

| 07 de março de 2019 | Napoli                               | 3 – 0     | Red Bull Salzburg | Estádio San Paolo, Nápoles                |
| 21:00               | Milik 10' · Fabián 18' · Onguene 58' | Relatório |                   | Público: 32 579 Árbitro: Aleksei Kulbakov |

| 07 de março de 2019 | Valencia        | 2 – 1     | Krasnodar    | Estádio de Mestalla, Valência          |
| 21:00               | Rodrigo 12' 24' | Relatório | Claesson 63' | Público: 36 274 Árbitro: Orel Grinfeld |

| 07 de março de 2019 | Sevilla                   | 2 – 2     | Slavia Praha         | Estádio Ramón Sánchez Pizjuán, Sevilha |
| 18:55               | Ben Yedder 1' · Munir 28' | Relatório | Stoch 25' · Král 39' | Público: 30 698 Árbitro: Ruddy Buquet  |

| 07 de março de 2019 | Rennes                                        | 3 – 1     | Arsenal  | Roazhon Park, Rennes                   |
| 18:55               | Bourigeaud 42' · Nacho Monreal 65' · Sarr 88' | Relatório | Iwobi 4' | Público: 29 100 Árbitro: Ivan Kružliak |

| 07 de março de 2019 | Zenit      | 1 – 3     | Villarreal                             | Estádio Krestovsky, São Petersburgo      |
| 18:55               | Azmoun 35' | Relatório | Iborra 33' · Moreno 64' · Morlanes 71' | Público: 51 826 Árbitro: Gianluca Rocchi |

### Partidas de volta
| 14 de março de 2019 | Dínamo de Kiev | 0 – 5     | Chelsea                                              | Estádio Olímpico de Kiev, Kiev          |
| 18:55               |                | Relatório | Giroud 5', 33', 59' · Alonso 45+1' · Hudson-Odoi 78' | Público: 64 830 Árbitro: Tobias Stieler |

| 14 de março de 2019 | Internazionale | 0 – 1     | Eintracht Frankfurt | Estádio Giuseppe Meazza, Milão          |
| 21:00               |                | Relatório | Jović 6'            | Público: 49 866 Árbitro: Ovidiu Haţegan |

| 14 de março de 2019 | Benfica                               | 3 – 0 (pro) | Dínamo Zagreb | Estádio da Luz, Lisboa                 |
| 21:00               | Jonas 71' · Ferro 94' · Grimaldo 105' | Relatório   |               | Público: 47 808 Árbitro: Deniz Aytekin |

| 14 de março de 2019 | Red Bull Salzburg                            | 3 – 1     | Napoli    | Red Bull Arena, Salzburgo                        |
| 18:55               | Dabour 25' · Gulbrandsen 65' · Leitgeb 90+2' | Relatório | Milik 14' | Público: 29 520 Árbitro: Carlos del Cerro Grande |

| 14 de março de 2019 | Krasnodar      | 1 – 1     | Valencia     | Krasnodar Stadium, Krasnodar            |
| 18:55               | Suleymanov 85' | Relatório | Guedes 90+3' | Público: 35 074 Árbitro: Anthony Taylor |

| 14 de março de 2019 | Slavia Praha                                                         | 4 – 3 (pro) | Sevilla                                        | Eden Arena, Praga                         |
| 21:00               | Ngadeu-Ngadjui 14' · Souček 47' (pen) · van Buren 102' · Traoré 119' | Relatório   | Ben Yedder 44' (pen) · Munir 54' · Vázquez 98' | Público: 19 020 Árbitro: Aleksei Kulbakov |

| 14 de março de 2019 | Arsenal                                 | 3 – 0     | Rennes | Emirates Stadium, Londres                 |
| 21:00               | Aubameyang 5', 72' · Maitland-Niles 15' | Relatório |        | Público: 59 453 Árbitro: Andris Treimanis |

| 14 de março de 2019 | Villarreal             | 2 – 1     | Zenit          | Estádio de La Cerámica, Vila-real   |
| 21:00               | Moreno 29' · Bacca 47' | Relatório | Ivanović 90+1' | Público: 14 027 Árbitro: Artur Dias |

## Quartas de final
O sorteio das quartas de final foi realizado em 15 de março de 2019 às 13:00 (UTC+1) na sede da UEFA em Nyon na Suíça.
As partidas de ida serão disputadas em 11 de abril e as partidas de volta em 18 de abril de 2019.
Também nesse sorteio foi definido os confrontos das semi-finais e o time "mandante" da final para fins administrativos.
| Equipe 1     | Total    | Equipe 2            | 1.º jogo | 2.º jogo |
| ------------ | -------- | ------------------- | -------- | -------- |
| Arsenal      | 3–0      | Napoli              | 2–0      | 0–1      |
| Villarreal   | 1–5      | Valencia            | 1–3      | 0–2      |
| Benfica      | 4–4 (gf) | Eintracht Frankfurt | 4–2      | 0–2      |
| Slavia Praha | 3–5      | Chelsea             | 0–1      | 3–4      |

Todas as partidas seguem no fuso horário (UTC+2)

### Partidas de ida
| 11 de abril de 2019 | Arsenal                    | 2 – 0     | Napoli | Emirates Stadium, Londres                         |
| 21:00               | Ramsey 15' · Koulibaly 25' | Relatório |        | Público: 59 738 Árbitro: Alberto Undiano Mallenco |

| 11 de abril de 2019 | Villarreal              | 1 – 3     | Valencia                      | Estádio de La Cerámica, Vila-real       |
| 21:00               | Santi Cazorla 36' (pen) | Relatório | Guedes 6', 90+3' · Wass 90+1' | Público: 17 605 Árbitro: Michael Oliver |

| 11 de abril de 2019 | Benfica                                         | 4 – 2     | Eintracht Frankfurt               | Estádio da Luz, Lisboa                  |
| 21:00               | João Félix 21' (pen), 43', 54' · Rúben Dias 50' | Relatório | Jovic 40' · Gonçalo Paciência 72' | Público: 54 175 Árbitro: Anthony Taylor |

| 11 de abril de 2019 | Slavia Praha | 0 – 1     | Chelsea           | Eden Arena, Praga                     |
| 21:00               |              | Relatório | Marcos Alonso 86' | Público: 17 484 Árbitro: Felix Zwayer |

### Partidas de volta
| 18 de abril de 2019 | Napoli | 0 – 1     | Arsenal       | Estádio San Paolo, Nápoles              |
| 21:00               |        | Relatório | Lacazette 36' | Público: 39 438 Árbitro: Ovidiu Haţegan |

| 18 de abril de 2019 | Valencia              | 2 – 0     | Villarreal | Estádio de Mestalla, Valência           |
| 21:00               | Lato 13' · Parejo 54' | Relatório |            | Público: 26 403 Árbitro: William Collum |

| 18 de abril de 2019 | Eintracht Frankfurt   | 2 – 0     | Benfica | Waldstadion, Frankfurt                  |
| 21:00               | Kostic 37' · Rode 67' | Relatório |         | Público: 48 000 Árbitro: Daniele Orsato |

| 18 de abril de 2019 | Chelsea                               | 4 – 3     | Slavia Praha                 | Stamford Bridge, Londres               |
| 21:00               | Pedro 5', 27' · Deli 10' · Giroud 17' | Relatório | Souček 26' · Ševčík 51', 55' | Público: 38 326 Árbitro: Damir Skomina |

## Semifinais
O sorteio dessa fase foi no dia 15 de março. As partidas de ida serão disputadas no dia 2 de maio e as partidas de volta serão disputadas no dia 9 de maio.
| Equipe 1            | Total       | Equipe 2 | 1.º jogo | 2.º jogo  |
| ------------------- | ----------- | -------- | -------- | --------- |
| Arsenal             | 7–3         | Valencia | 3–1      | 4–2       |
| Eintracht Frankfurt | 2–2 (3–4 p) | Chelsea  | 1–1      | 1–1 (pro) |

Todas as partidas seguem no fuso horário (UTC+2)

### Partidas de ida
| 2 de maio de 2019 | Arsenal                               | 3 – 1     | Valencia     | Emirates Stadium, Londres               |
| 21:00             | Lacazette 18', 26' · Aubameyang 90+1' | Relatório | Diakhaby 11' | Público: 58 769 Árbitro: Clément Turpin |

| 2 de maio de 2019 | Eintracht Frankfurt | 1 – 1     | Chelsea   | Waldstadion, Frankfurt                           |
| 21:00             | Jović 23'           | Relatório | Pedro 45' | Público: 48 000 Árbitro: Carlos del Cerro Grande |

### Partidas de volta
| 9 de maio de 2019 | Valencia         | 2 – 4     | Arsenal                                  | Estádio de Mestalla, Valência |
| 21:00             | Gameiro 11', 58' | Relatório | Aubameyang 17', 69', 88' · Lacazette 50' | Árbitro: Danny Makkelie       |

| 9 de maio de 2019 | Chelsea          | 1 – 1 (pro) | Eintracht Frankfurt | Stamford Bridge, Londres |
| 21:00             | Loftus-Cheek 28' | Relatório   | Jović 49'           | Árbitro: Ovidiu Hațegan  |

|                                                |       | Penalidades                                  |  |
| Barkley Azpilicueta Jorginho David Luiz Hazard | 4 – 3 | Haller Jović De Guzmán Hinteregger Paciência |  |

## Final
A final será disputada em 29 de maio de 2019, no Estádio Olímpico de Baku em Baku, Azerbaijão.
| 29 de maio de 2019 | Chelsea | – | Arsenal | Estádio Olímpico de Baku, Baku |
| 23:00 (UTC+4)      |         |   |         |                                |